# Carl Loewe

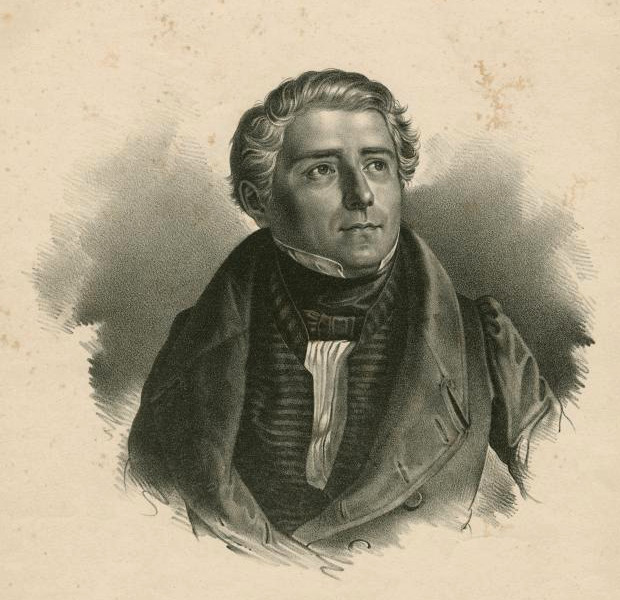
Carl Loewe

Johann Carl Gottfried Loewe (* 30. November 1796 in Löbejün; † 20. April 1869 in Kiel) war ein deutscher Kantor, Organist und Komponist, der über 400 Balladen, 17 Oratorien, 6 Opern und 2 Sinfonien schrieb. Da er 46 Jahre seines Lebens in Stettin lebte, wo er als Organist, Musikdirektor und Komponist wirkte sowie den Pommerschen Chorverband gründete, gilt er gemeinhin als „pommerscher Balladenkönig“.

## Leben

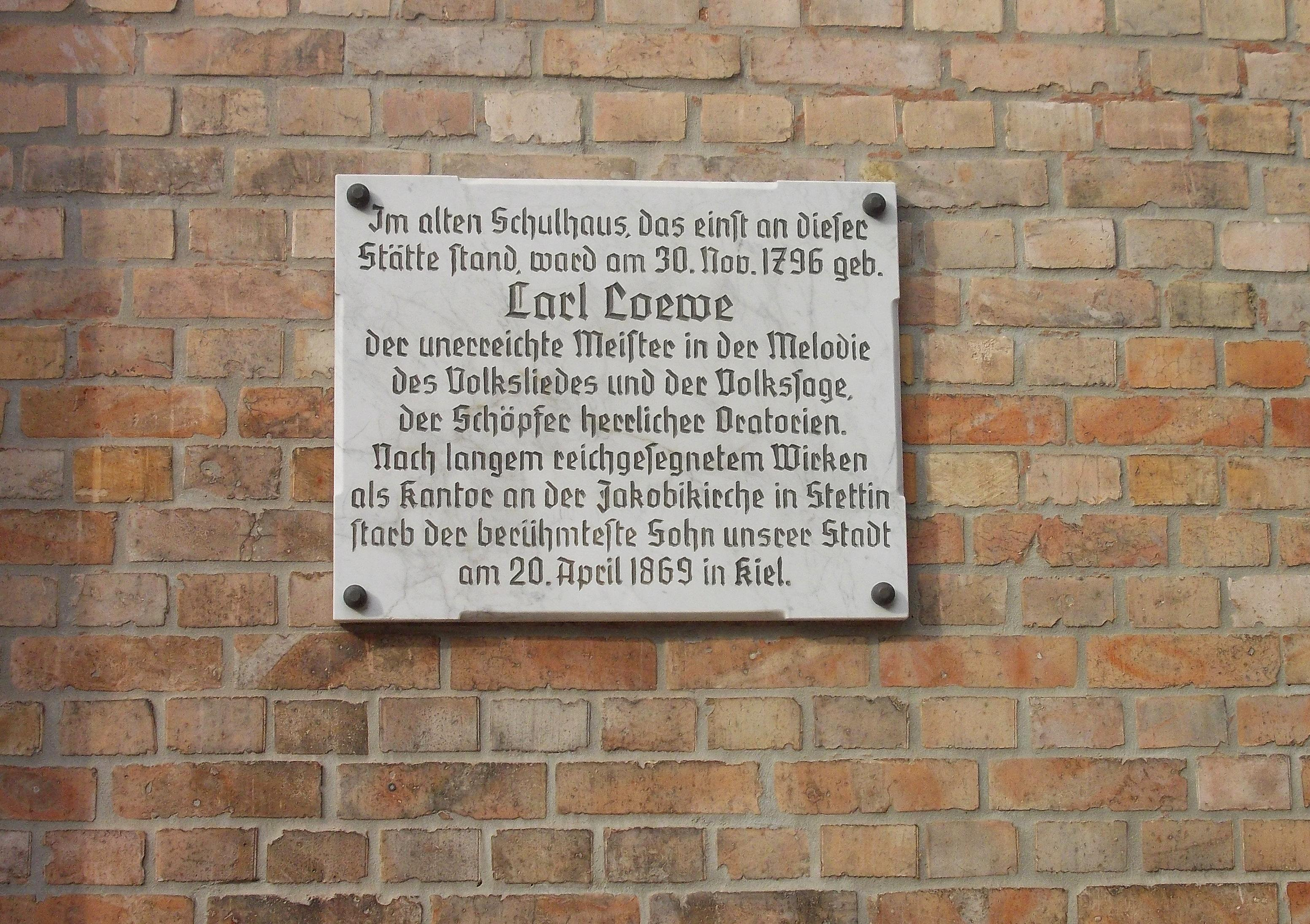
Gedenktafel in Loewes Geburtsort Löbejün

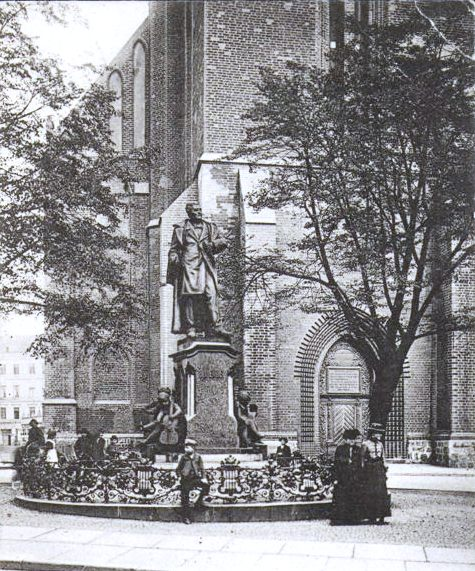
Denkmal vor der Jakobikirche in Stettin (mutmaßlich im Zweiten Weltkrieg zerstört)

Carl Loewe wurde als zwölftes Kind des Kantors und Organisten Andreas Loewe (1747–1826) und dessen Frau Marie (1752–1826), geb. Leopold, in Löbejün im damaligen preußischen Herzogtum Magdeburg geboren. Von seinen Eltern erhielt er früh eine kunstsinnige Erziehung. Während seiner ersten Schuljahre in Köthen sang er von 1807 bis 1809 im Köthener Knabenchor und wechselte anschließend während der Zeit des Königreichs Westphalen dank eines Stipendiums des Königs Jérôme Bonaparte auf die Latina der Franckeschen Stiftungen in Halle. In dieser Zeit erhielt er Kompositionsunterricht bei Daniel Gottlob Türk, für den er als Sopransänger im Stadtsingechor zu Halle und als Solist bei Konzerten auftrat. Musikalisch gefördert wurde er auf Empfehlung seines Lehrers auch durch Johann Friedrich Reichardt, der in Giebichenstein bei Halle lebte.
Da sich Loewe 1816 bei seiner Bewerbung um die Stelle als Organist an der Marktkirche Unser Lieben Frauen nicht gegen seinen Konkurrenten Johann Friedrich Naue durchsetzen konnte, schrieb er sich gleich ein Jahr später, nach Abschluss der Reifeprüfung, als Student der Evangelischen Theologie an der Friedrichs-Universität Halle ein. Während seines Studiums wurde er 1817 Mitglied der Burschenschaft Teutonia Halle. Im öffentlichen Musikleben Halles bewährte sich Loewe als ein hervorragender Tenor bei Aufführungen der Singakademie unter der Leitung Johann Friedrich Naues und vielen anderen Gelegenheiten. In den halleschen Jahren schrieb er fast fünfzig Kompositionen sowie Balladen wie Erlkönig und Edward.
Nach dem Studium ließ sich Loewe 1820 in Berlin von Carl Friedrich Zelter hinsichtlich seiner Befähigung zum Kirchen- und Schulmusiker prüfen. Er bestand mit Auszeichnung und wurde Kantor und Organist an der Jakobikirche in Stettin. Hier war Loewe 46 Jahre lang tätig, auch als Gymnasiallehrer am Marienstiftsgymnasium, als Ausbilder am Seminar für Lehrerbildung und als städtischer Musikdirektor. Er gründete den Pommerschen Chorverband und veranstaltete in dessen Namen bis 1857 zahlreiche Musikfeste. Eng befreundet war er mit dem Mathematiker Justus Günther Graßmann sowie dessen Sohn Hermann (ebenfalls ein Mathematiker) und mit dem Dichter Ludwig Giesebrecht, dessen Texte er vertonte.
Im Jahre 1829 wurde Carl Loewe in den Bund der Freimaurer aufgenommen, seine Loge Zu den drei Zirkeln war in Stettin ansässig. Er komponierte in seinen Gesangsquartetten u. a. eine Komposition für Freimaurer.
Loewe hatte in seiner Zeit einen guten Ruf als Dirigent, Pianist und auch als Konzertsänger. Er wurde 1832 Ehrendoktor der Universität Greifswald und 1837 Mitglied der Berliner Akademie der Künste.
1821 heiratete Carl Loewe in Halle/Saale Julia von Jakob (1796–1823), eine Tochter des Halleschen Universitätskanzlers Ludwig Heinrich von Jakob. Sie starb am 7. März 1823, einige Tage nach der Geburt des Sohnes Julian, der dann bei Verwandten aufgezogen wurde. 1825 heiratete Carl Loewe die Kaufmannstochter Auguste Lange (1806–1895). Aus dieser Ehe entstammten vier Töchter: Julie (1826–1920), Adele (1827–1851), Helene (1833–1869?) und Anna (1840–1895).
Nachdem Loewe von einem schweren Schlaganfall 1864 wieder genesen war, musste er 1866 nach Aufforderung des Stettiner Magistrats seinen Abschied nehmen. Seine letzten Lebensjahre verbrachte er in Kiel bei seiner ältesten Tochter Julie, verheiratete v. Bothwell. Diese bemühte sich, die Werke ihres Vaters der Nachwelt zu erhalten.
Sein Grabmal befindet sich auf dem Parkfriedhof Eichhof bei Kiel. Das Herz ist in der Jakobikirche in Stettin beigesetzt worden, und zwar in einer vergoldeten Kapsel in der Höhlung einer großen Orgelpfeife.

## Werk
Carl Loewe hat die Ballade, als besondere erweiterte Form des Sololiedes im 19. Jahrhundert, bekannt gemacht – als Komponist und auch als Sänger. Loewe hat, sechs Jahre vor Robert Schumann, auch den Gedichtzyklus Frauenliebe und -leben von Adelbert von Chamisso vertont (1834). In den Balladen kommt seine Fähigkeit der anschaulichen Schilderung, der bildhaften Tonmalerei und eindringlichen Charakterisierung von Gestalten, Schauplätzen und Vorgängen am besten zum Ausdruck. Seine Themenvielfalt ist weit gespannt. Neben den bevorzugten Bereichen der Historie, der Sage und dem Märchen hat er Alltags- und Genrebilder geschaffen, Idyllen und moralische Fabeln; Großes steht neben Kleinem, Schlichtes neben Phantastischem, Unheimliches neben Verspielt-Humoristischem. Loewe galt mit seiner schönen Tenorstimme als eloquenter, intensiver Vortragskünstler.

### Balladen

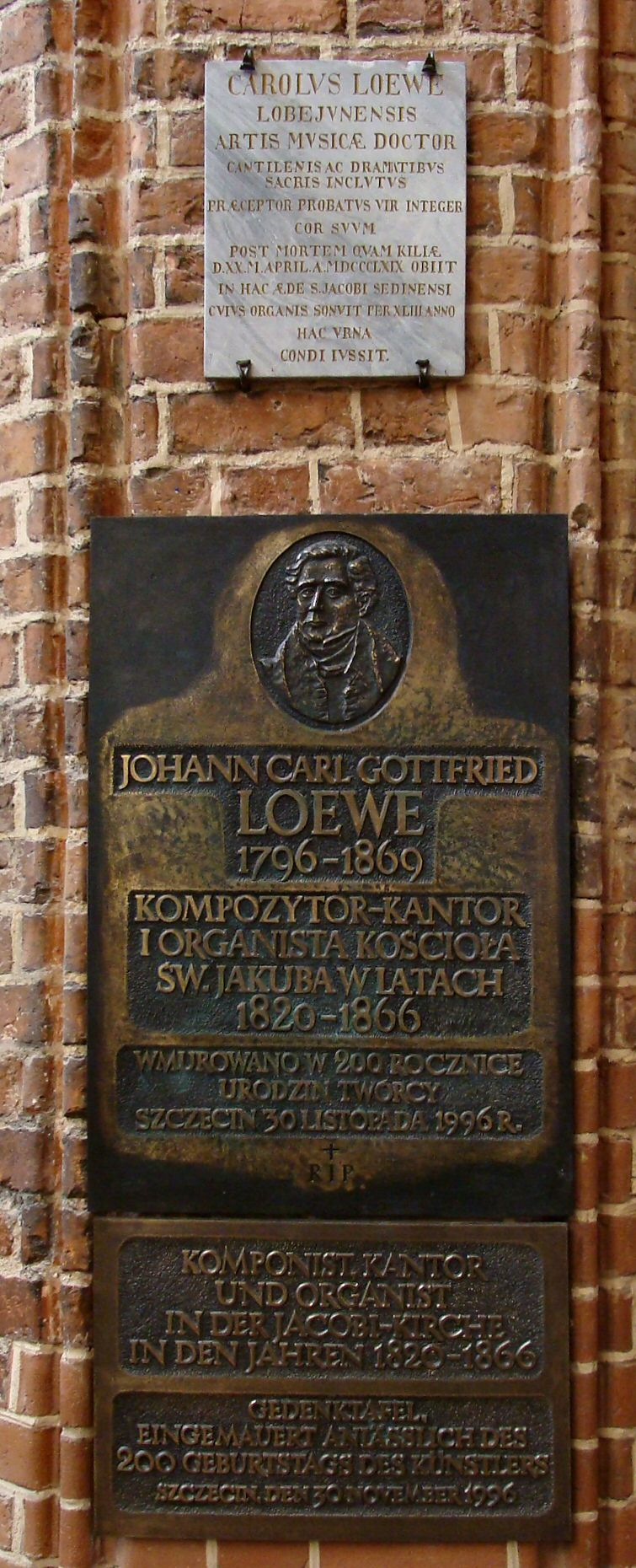
Gedenktafel in der Jakobikirche in Stettin

Zu den bekanntesten der über 400 Balladen zählen:
- 3 Balladen op. 1 (Entstehungsjahr 1824)
  - Edward (nach Johann Gottfried Herder)
  - Der Wirtin Töchterlein (nach Ludwig Uhland)
  - Erlkönig (nach Johann Wolfgang von Goethe)
- Herr Oluf op. 2, Nr. 2 (1821, dänische Ballade, Übersetzung: Johann Gottfried Herder)
- 3 Balladen op. 20 (1832, nach Johann Wolfgang von Goethe):
  - Hochzeitlied
  - Der Zauberlehrling[7]
  - Die wandelnde Glocke
- Heinrich der Vogler op. 56, Nr. 1 (1836, nach Johann Nepomuk Vogl)
- Die Glocken zu Speyer (1838, nach Maximilian von Oer)
- Prinz Eugen, der edle Ritter op. 92 (1844, nach Ferdinand Freiligrath)
- Der Mönch zu Pisa op. 114 (1846, nach Johann Nepomuk Vogl)
- Odins Meeresritt oder Der Schmied auf Helgoland op. 118 (1851, nach Aloys Schreiber)
- Die Uhr (aus op. 123, 1852, nach Johann Gabriel Seidl)[8][9]
- Archibald Douglas op. 128 (1857, nach Theodor Fontane)
- Der Nöck op. 129, 2 (1860/1, nach August Kopisch)
- Tom der Reimer. Schottische Ballade op. 135a (ca. 1860 nach Theodor Fontane)

### Andere Werke
- 17 Oratorien, darunter
  - Die Zerstörung von Jerusalem (1830, nach einem Text von Gustav Nicolai),
  - Johann Huß (1840, nach einem Text von Johann August Zeune),
  - Palestrina (1843, nach einem Text von Ludwig Giesebrecht),
  - Das Sühnopfer des neuen Bundes (1847, nach Wilhelm Telschow).[10]
- 6 Opern u. a.
- Rudolph (1826)
- Malekadhel (1832)
- Die drei Wünsche, op. 42 (1832, Komisches Singspiel in 3 Akten nach einem orientalischen Märchen von Ernst Raupach)
- Neckereien (1833)
- Emmy
- 2 Sinfonien (d-Moll und e-Moll, je 1832)
- 2 Klavierkonzerte
- Kleine Passionsmusik für Soli, Chor, Streicher und Orgel
- Kantaten, Kammermusik und Klaviersonaten.

## Ehrungen

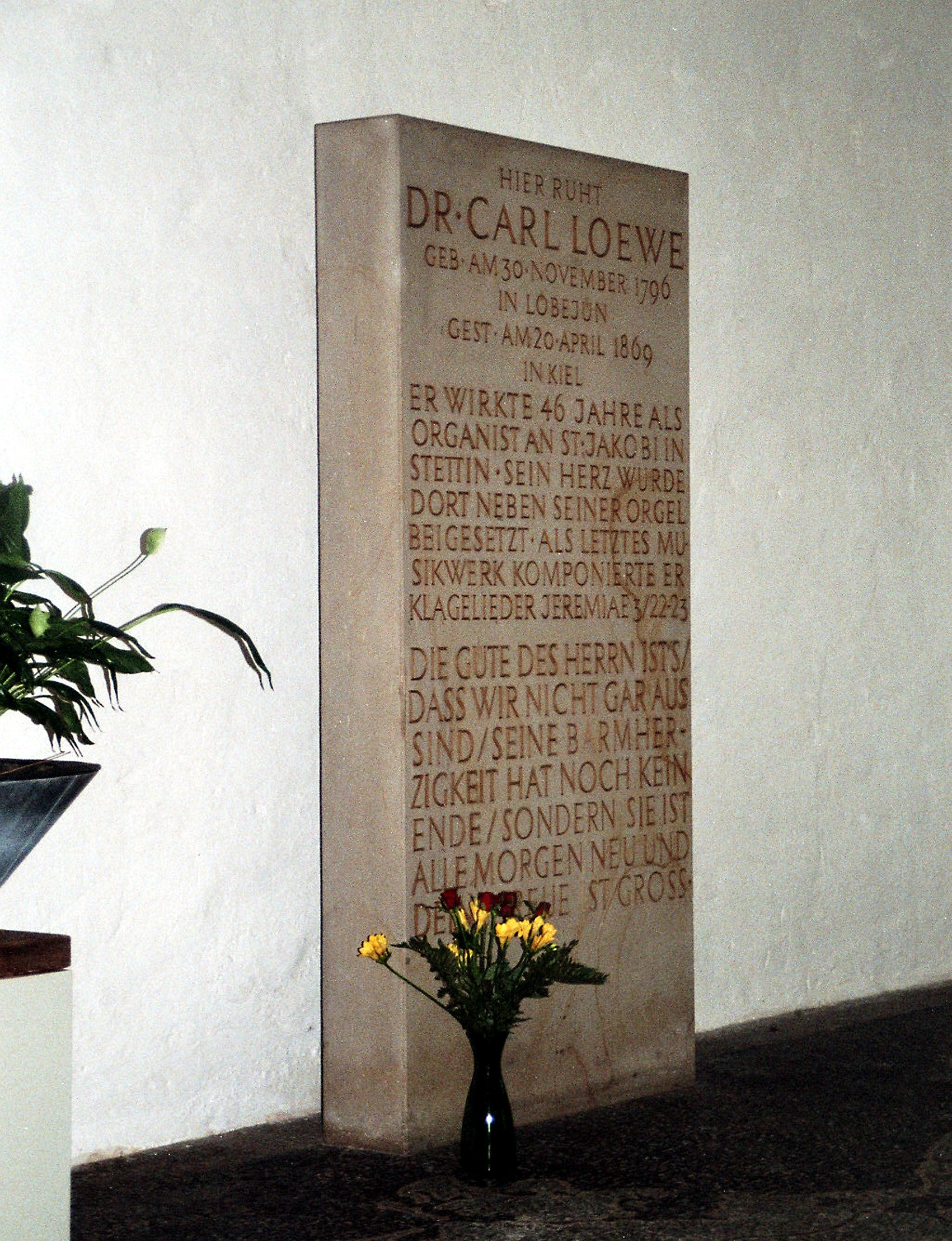
Gedenkstein in St. Nikolai Kiel

- 1832 Verleihung der Ehrendoktorwürde der Universität Greifswald
- 1837 Ernennung zum ordentlichen Mitglied der Königlichen Akademie der Künste[11]
- Gedenktafeln in der Kieler Nikolaikirche und der Stettiner Jakobikirche, in der auch sein Herz in einer Kapsel in einem der beiden Orgelpfeiler beigesetzt ist, erinnern an Loewe.
- Im Düsternbrooker Gehölz in Kiel findet sich eine 1896 geschaffene Büste Loewes von Fritz Schaper[12]; dort wurde auch eine Straße nach ihm benannt.[13]
- 1938 wurde die Karl-Löwe-Gasse in Wien-Meidling nach dem Komponisten benannt.
- Im rheinland-pfälzischen Unkel, wo seine Witwe für sich und zwei ihrer Töchter 1874 ein Haus gekauft hatte, wird seit 1995 mit den jährlich stattfindenden Carl-Loewe-Musiktagen an ihn erinnert.[14]
- Die 1992 gegründete Internationale Carl-Loewe-Gesellschaft e. V. setzt die Traditionen der 1882 in Berlin und 1888 in Löbejün gegründeten Loewe-Vereine fort und hat ihren Sitz in der Geburtsstadt des Komponisten. Dort werden seit 2002 regelmäßig die Carl-Loewe-Festtage ausgerichtet.
- Freunde und Verehrer in Stettin sammelten für die Errichtung eines Denkmals, das am 30. November 1898 neben der dortigen Jacobikirche feierlich enthüllt wurde. Den Entwurf hatte der Bildhauer Hans Weddo von Glümer geschaffen, in einer der Gladenbeck-Gießereien in Friedrichshagen wurde das Standbild in Bronze gegossen. Das Standbild wurde nach 1945 durch eine polnische Marienstatue ersetzt.
- In seiner Geburtsstadt steht auf dem oberen Markt eine Carl-Loewe-Büste aus Löbejüner Porphyr. Diese ist eine Kopie (1947) der 1896 von Fritz Schaper geschaffenen Büste, die 1942 als „Metallspende des deutschen Volkes“ eingeschmolzen worden war.[15]
- Zudem gibt es in Löbejün eine Gedenktafel am Nachfolgebau des Geburtshauses Loewes am Kirchhof.
- 1999 wurde der Asteroid (10095) Carlloewe nach ihm benannt.

## Gesamtaufnahme der Lieder und Balladen
- Cord Garben (Pianist): Carl Loewe: Lieder & Balladen (Complete Edition), Vol. 1–18.